# Thirteen (film)
Pour les articles homonymes, voir Thirteen.
Pour plus de détails, voir Fiche technique et Distribution.
Thirteen est un drame américano-britannique co-écrit et réalisé par Catherine Hardwicke, sorti en 2003.

## Synopsis
Tracy Freeland entre en cinquième, brillante et douce, dans un collège de Los Angeles. Sa mère divorcée, Melanie, est une ancienne alcoolique qui peine à subvenir aux besoins de Tracy et de son grand frère Mason en travaillant comme coiffeuse. Melanie est trop occupée avec son ex-petit ami Brady, également toxicomane, pour remarquer la dépression croissante de Tracy.
Le premier jour d'école, Tracy rencontre sa camarade Evie Zamora, considérée comme la fille la plus élégante et la plus populaire du lycée. Après avoir été taquinée par la bande d'Evie à cause de ses vêtements « Cabbage Patch », Tracy est mortifiée et décide de se débarrasser de son image de « petite fille ». Dans une boutique appartenant à une amie de Melanie, Tracy trouve avec plaisir des vêtements plus tendance, Melanie lui offrant quelques dollars en monnaie en guise de paiement. Tracy porte une de ses nouvelles tenues à l'école et attire l'attention d'Evie. Evie invite Tracy à faire du shopping sur Melrose Avenue à Hollywood, mais lui donne un faux numéro de téléphone pour lui faire une blague. Malgré tout, Tracy, déterminée, débarque sur Melrose Avenue et retrouve Evie et son amie Astrid. 
Mal à l'aise face à ces deux voleuses, Tracy s'excuse et s'assoit sur un banc à l'extérieur du magasin. Une femme distraite s'assoit à côté d'elle et lui vole son portefeuille, ce qui impressionne Evie et Astrid. Toutes trois partent faire du shopping avec l'argent volé, et Tracy et Evie se lient rapidement d'amitié.
Evie introduit une Tracy intriguée et enthousiaste dans son monde de sexe, de drogue et de crime. Le comportement et les priorités de Tracy changent radicalement. Elle sèche fréquemment les cours, néglige ses devoirs et abandonne son ancien cercle d'amis au profit d'Evie et de sa clique. Evie annonce à Melanie que Brooke, sa cousine et tutrice, est absente pendant deux semaines, et Melanie accepte de la loger chez elle avec Tracy. Durant son séjour, Evie découvre que Tracy se mutile régulièrement pour gérer le stress. Bien que Mélanie constate un changement radical dans la personnalité de Tracy et s'inquiète de l'influence d'Evie, elle ne trouve aucun moyen d'intervenir. 
Mélanie tente de renvoyer Evie chez elle, mais l'accepte à contrecœur après qu'elle ait affirmé que le petit ami de Brooke la maltraitait physiquement et sexuellement. À mesure que Tracy et Evie se rapprochent, Tracy devient de plus en plus hostile envers Mélanie.
Evie et Tracy se livrent à des activités de plus en plus destructrices, chacune encourageant l'autre. Elles tentent de séduire Luke, le voisin de Tracy, et s'abstiennent d'une soirée cinéma en famille pour se défoncer dans les rues d'Hollywood. Mason est choqué lorsqu'il tombe sur Tracy portant des vêtements à connotation sexuelle, notamment un string, mais Tracy fait fi de ses inquiétudes. Plus tard, les filles inhalent à tour de rôle une bombe de gaz pour appareils électroniques et deviennent tellement ivres qu'elles se frappent à tour de rôle. Mélanie tente de briser leur amitié en envoyant Tracy vivre chez son père, mais il refuse, prétextant être trop occupé. 
Après deux semaines de séjour chez Evie, Melanie tente en vain de contacter Brooke, puis se rend chez elle avec Evie et Tracy. Elles découvrent que Brooke se cachait à cause d'une chirurgie esthétique ratée. Evie demande à Melanie de l'adopter officiellement, mais Melanie refuse. Tracy soutient docilement la décision de sa mère. Furieuse et blessée, Evie, en larmes, s'en va. Plus tard, Evie ostracise Tracy et répand des rumeurs à son sujet à l'école. Tracy commence peu à peu à prendre conscience des effets négatifs de son mode de vie lorsqu'on lui annonce qu'elle devra redoubler sa cinquième.
En rentrant de l'école à pied, Brady propose à Tracy de la raccompagner chez elle. Melanie, Evie et Brooke l'attendent tranquillement assises dans le salon. Brooke, convaincue par Evie que c'était Tracy qui avait une mauvaise influence, confronte Tracy à propos de sa consommation de drogue et de ses vols. Outrée, Tracy insiste sur le fait qu'Evie est l'instigatrice, mais Brooke, sceptique, refuse de l'écouter et annonce qu'elle déménage Evie à Ojai pour l'éloigner de Tracy. 
Lorsque Melanie défend l'innocence de Tracy, Brooke relève la manche de Tracy pour montrer ses cicatrices d'automutilation. Melanie ordonne à Brooke et Evie de sortir de la maison et tente de réconforter Tracy. Tracy s'effondre et lutte en larmes contre l'étreinte de Melanie. Melanie persiste et assure à Tracy qu'elle l'aime et ne la laissera pas partir, et toutes deux s'endorment ensemble sur le lit de Tracy. La dernière scène montre une séquence de rêve où Tracy tourne seule et hurle sur un manège de parc d'attraction pendant la journée.

## Fiche technique
- Titre original et français : Thirteen
- Réalisation : Catherine Hardwicke
- Scénario : Catherine Hardwicke et Nikki Reed
- Photographie : Elliot Davis
- Montage : Nancy Richardson
- Musique : Mark Mothersbaugh
- Producteurs : Jeffrey Levy-Hinte et Michael London
  - Producteurs exécutifs : Tim Bevan, Liza Chasin, Eric Fellner et Holly Hunter
- Sociétés de production : Michael London Productions, Working Title Films et Antidote Films
- Sociétés de distribution : Fox Searchlight Pictures (Mondial), Universal Pictures (Royaume-Uni), UFD (France)
- Budget : 2 000 000 $
- Pays de production :  États-Unis,  Royaume-Uni
- Langue originale : anglais
- Format : couleur, 1.85:1, 16 mm, Dolby Digital
- Genre : drame
- Durée : 100 minutes
- Dates de sortie :
  - États-Unis :
    - 17 janvier 2003 (Festival du film de Sundance)
    - 20 août 2003 (sortie limitée)
    - 19 septembre 2003 (sortie nationale)

  - Royaume-Uni : 5 décembre 2003
  - France : 10 décembre 2003
- Classification :
  -  États-Unis : Rated R
  -  Royaume-Uni : 18
  -  France : interdit aux moins de 16 ans

## Distribution
- Holly Hunter (VF : Juliette Degenne) : Melanie Freeland
- Evan Rachel Wood (VF : Adeline Chetail) : Tracy Freeland
- Nikki Reed (VF : Célia Charpentier) : Evie Zamora
- Jeremy Sisto (VF : Joël Zaffarano) : Brady
- Brady Corbet (VF : Maël Davan-Soulas) : Mason Freeland
- D. W. Moffett (VF :  Arnaud Arbessier) : Travis Freeland
- Kip Pardue (VF : Vincent Barazzoni) : Luke
- Deborah Kara Unger (VF : Dominique Vallée) : Brooke
- Sarah Clarke (VF : Laurence Mongeaud) : Birdie
- Vanessa Hudgens : Noel
- CeCe Tsou (VF : Dorothée Jemma) : La femme d'affaires
- Tessa Ludwick : Yumi
- Jamison Yang : Le professeur de sciences
- Yasmine Delawari : La professeure d'anglais
  - Fiche de doublage français VoxoFilm[1]

## Tournage
- Le tournage s'est déroulé en août-septembre 2002 en décors réels à Los Angeles. Notamment à West Hollywood, au Walk of Fame (Hollywood), à la Portola Middle School, ainsi que dans la vraie maison de Deborah Kara Unger. La maison des Freeland se situe au 5123 Babcock Avenue, Los Angeles. Le film a été tourné en Format 16 mm. Les interprètes ont créé leurs personnages pendant le tournage. Et plusieurs techniciens apparaissent en tant que figurants[2],[3].

## Récompenses
- Prix de la mise en scène au Festival de Sundance
- Léopard d’argent au Festival de Locarno 2003
- Prix du jury au Festival du cinéma américain de Deauville
- Prix spécial décerné à Evan Rachel Wood pour sa prestation dans le film en 2003 au Bratislava International Film Festival

## Nominations
- Nomination à l'Oscar de la meilleure actrice dans un second rôle (Holly Hunter)
- Nomination au BAFTA de la meilleure actrice dans un rôle secondaire pour (Holly Hunter)
- Nomination au Grand Prix du Bratislava International Film Festival

## Article annexe
- Psychotrope au cinéma et à la télévision